# Speciale trekkingsrechten
Speciale trekkingsrechten (ISO 4217 valutacode XDR, Engels Special Drawing Rights of SDR) zijn certificaten die binnen het systeem van Bretton Woods in principe inwisselbaar waren tegen goud en die in internationaal verband als betaalmiddel golden.

## Functie
Het nut van speciale trekkingsrechten bestond erin, een gemeenschappelijke basis van betaling te hebben, onafhankelijk van schommelingen van een munt ten opzichte van een andere en zonder een land te bevoordelen door de munt van een land tot internationale standaard te verheffen. Speciale trekkingsrechten waren ook eenvoudiger te verhandelen dan tastbaar goud.
In sommige verdragen worden monetaire waarden uitgedrukt in SDR's. Zo is de aansprakelijkheid van uitbaters van kerncentrales volgens de Conventie van Parijs beperkt tot 150 miljoen SDR's.

## Valuta samenstelling
Aanvankelijk was de SDR equivalent aan 0,888671 gram goud en dit was weer gelijk aan 1 Amerikaanse dollar. In 1973 werd het Systeem van Bretton Woods beëindigd en werd de SDR samengesteld uit een aantal valuta's.
Sinds 1 december 2015 zijn de speciale trekkingsrechten gebaseerd op de Amerikaanse dollar, de euro, de Chinese yuan, de Japanse yen en het Britse pond sterling.

### Herziening
Iedere vijf jaar bekijkt het Internationaal Monetair Fonds (IMF) of de samenstelling van het mandje valuta in de SDR de economische en financiële verhoudingen in de wereld reflecteert.
Om opgenomen te worden in de SDR moet een valuta aan twee belangrijke criteria voldoen:
- Export of Gateway criterium, dit is het aandeel van het land in de wereldhandel.
- Freely usable criterium, deze maatstaf werd in 2000 toegevoegd en houdt rekening met de mate waarin de valuta wordt gebruikt in het internationale financiële verkeer. Hieronder vallen ook elementen als een vrije wisselkoers, weinig beperkingen op de in- of uitvoer van de valuta en de mogelijkheid om in de valuta vrij te beleggen.

### China
Bij de laatste herziening in 2010 voldeed de Volksrepubliek China al duidelijk aan het eerste criterium. Het land stond op de derde plaats wat internationale handel betreft, na de Eurolanden, de Verenigde Staten, maar voor het Verenigd Koninkrijk en Japan. China had in de periode 2005-2009 een aandeel van 8,1%. Vijf jaar later is het aandeel gegroeid naar 11% en het verschil met de twee leidende economische blokken is verkleind, maar vergroot ten opzichte van Japan en het Verenigd Koninkrijk. Met betrekking tot het tweede criterium scoorde China slechter. De renminbi werd nauwelijks aangehouden in de officiële reserves. Zo'n 64% van de internationale valutareserve werd in dollars aangehouden, voor 3,9% in ponden en voor de renminbi was dit minder dan 1%. Verder stonden er weinig internationale obligaties uit in deze valuta en was de internationale handel ook beperkt.
Vanaf het voorjaar van 2015 kwam de discussie over de herziening weer op gang. Op 30 november 2015 besloot de executive board van het IMF om de yuan vanaf 1 oktober 2016 in het mandje van valuta op te nemen: de yuan werd als in voldoende mate "freely useable" beschouwd. Op 1 oktober 2016 kreeg de renminbi in de SDR een gewicht van 10,9%. De belangrijkste munt blijft de dollar met 41,7% en de euro met bijna 31%. De yen en het Britse pond volgen met elk ruim 8%.

### Overzicht samenstelling SDR vanaf 2000
| Jaar | USD   | EUR   | JPY   | GBP   | RMB   | Totaal |
| ---- | ----- | ----- | ----- | ----- | ----- | ------ |
| 2000 | 44,2% | 29,4% | 14,8% | 11,6% | 0,0%  | 100,0% |
| 2005 | 42,9% | 34,1% | 11,5% | 11,5% | 0,0%  | 100,0% |
| 2010 | 41,9% | 37,4% | 11,3% | 9,4%  | 0,0%  | 100,0% |
| 2015 | 41,7% | 30,9% | 8,3%  | 8,1%  | 10,9% | 100,0% |
| 2022 | 43,4% | 29,3% | 7,6%  | 7,4%  | 12,3% | 100,0% |

## Waarde
De tegenwaarde van 1 SDR in dollar, euro, pond sterling, yen en renminbi wordt iedere werkdag berekend. Op 1 augustus 2023 stond 1 SDR gelijk aan 1,334 dollar, 1,221 euro of 9,599 yuan.